# Poznanka Hetmańska
Poznanka Hetmańska (ukr. Пізнанка) – wieś na Ukrainie w rejonie czortkowskim obwodu tarnopolskiego. W II Rzeczypospolitej w powiecie skałackim województwa tarnopolskiego.
Po wojnie do lat 1960. nazwa wsi brzmiała Poznanka Komisarska (Пі́знанка Коміса́рська).
W 1939 r. wieś liczyła 1100 mieszkańców, z których 90% stanowili Polacy. W latach 1941–1945 nacjonaliści ukraińscy z OUN-UPA zabili tutaj 19 Polaków i dwóch Ukraińców za odmowę współpracy z UPA w zabijaniu Polaków.
Do 2020 w rejonie husiatyńskim. 

## Dwór
- Dwór (budynek)  wybudowany w stylu klasycystycznym w  XIX w. przez rodzinę Łaszewskich stał do 1914 r.[4]